# Beaubassin
Beaubassin était un village en Acadie française fondé en 1671 situé sur l'isthme de Chignectou à proximité des marais salins de Tantramar aux abords de la rivière Mésagouèche. À l'époque, la région entière délimitée par les marais de Tantramar avait pour nom Beaubassin.

## Histoire
Jacques (Jacob) Bourgeois et Michel Leneuf de La Vallière et de Beaubassin fondèrent le village de Beaubassin en 1671 en notant au passage la fertilité exceptionnelle des sols de la région marécageuse. Le village prit rapidement une importance stratégique en étant situé à la charnière de la Péninsule acadienne et du reste du continent (sur l'isthme de Chignectou entre le Nouveau-Brunswick et la Nouvelle-Écosse actuels).
À la suite de la cession de l'Acadie à la Grande-Bretagne par le traité d'Utrecht de 1713, les Français prennent l'initiative d'incendier le village et de forcer le déménagement des habitants du côté français. Les forces françaises se retirent et construisent en 1750, pour répondre à la construction sur l'autre rive de la rivière Missagouèche du Fort Lawrence par les Britanniques, le fort Beauséjour. À la suite de la capture du fort Beauséjour le 16 juin 1755 durant la guerre de Sept Ans, les Britanniques décidèrentnt d'occuper le nouveau fort qu'ils renomment « Fort Cumberland » après avoir incendié le fort Lawrence pour éviter son occupation ultérieure par des troupes ennemies,.

## Démographie

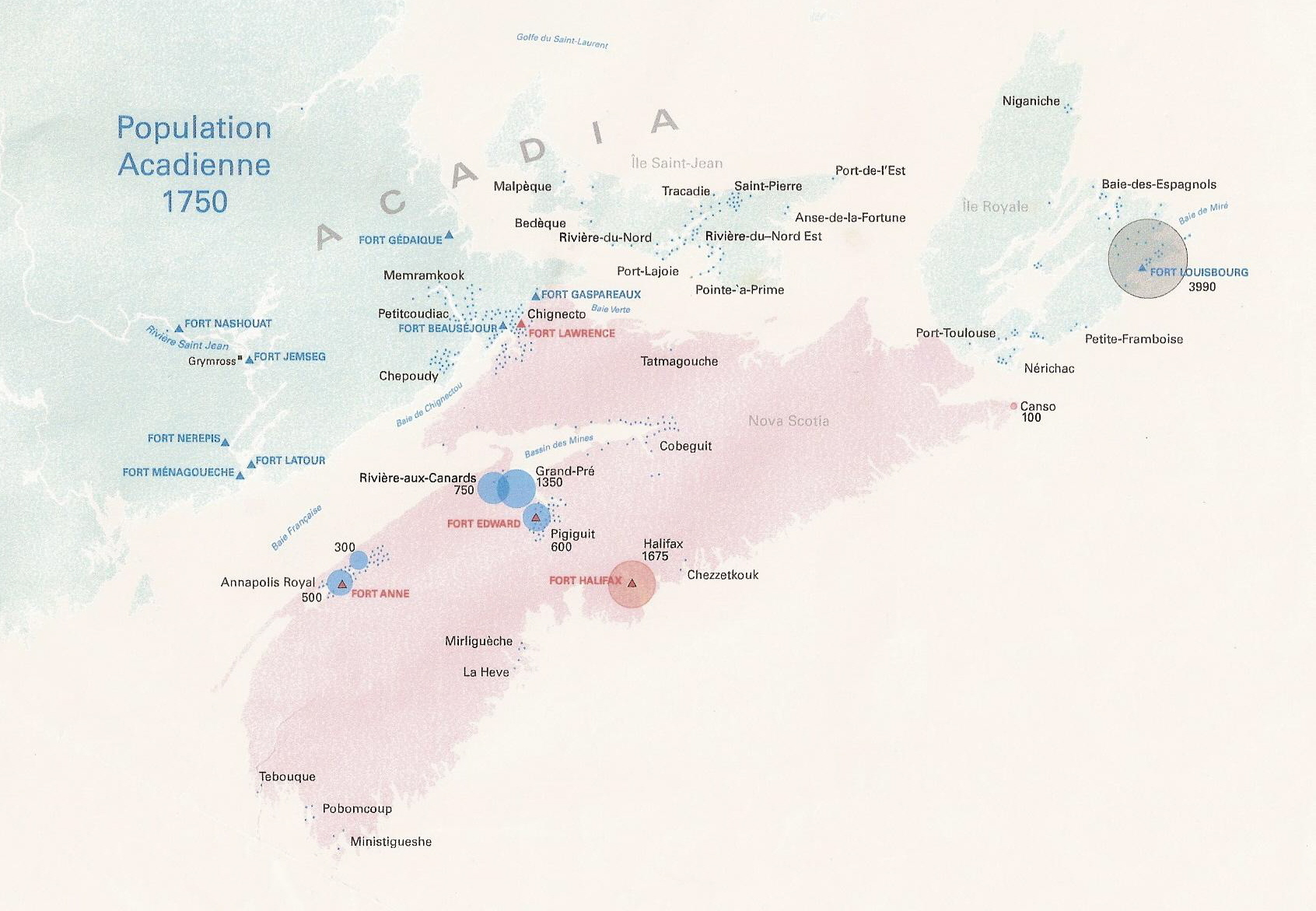
Population de Beaubassin en 1750

| Année | Nombre d'habitants |
| ----- | ------------------ |
| 1671  | 127                |
| 1686  | 119                |
| 1693  | 174                |
| 1698  | ?                  |
| 1701  | 188                |
| 1703  | 246                |
| 1707  | 326                |
| 1714  | 345                |
| 1730  | 1 010              |
| 1737  | 1 816              |
| 1748  | 2 800              |